# Virus noric
Virus noric (virus varicella zoster, okrajšava VZV, poznan tudi kot human herpesvirus 3, okrajšava HHV-3, HHV3) je virus iz družine herpesvirusov, ki povzroča norice (ob prvi okužbi) in pasovec (ob ponovni aktivaciji virusa). 

## Bolezni
Po okužbi z virusom noric človek zboli za boleznijo, imenovano norice (vodene koze), ki jo lahko spremljajo tudi komplikacije v obliki encefalitisa ali pljučnice. Tudi ko simptomi noric izginejo, ostane virus persistenten v živčnih ganglijih (v trigeminalnem gangliju in v spinalnih ter cerebralnih ganglijih). Pri približno 15 % ljudeh se virus brez točno pojasnjenega vzroka reaktivira, kar se klinično odrazi kot pasovec (herpes zoster). Pri reaktivaciji virus povzroči vnetje živcev in kože, kjer se pojavijo boleče, mehurčkaste spremembe. Izbruh bolezni je morda povezan z oslabljeno celično posredovano imunostjo, staranjem imunskega sistema, okužbo z virusom intrauterino, poškodbo, stresom, izpostavljenostjo ultravijoličnim žarkom itd. Še najbolj jasna povezanost se izkazuje med oslabljenim celičnim imunskim sistemom in pojavom pasovca.

## Morfologija
Herpes noric je soroden virusom herpesa simpleksa in skupaj sodijo v poddružino herpesvirusov alfa. Skupna jim je večina genoma. Tudi večina glikoproteinov v ovojnici je enakih (gB, gC, gE, gH, gI, gK, gL); pri virusu noric ni beljakovine gD, ki se sicer nahaja v ovojnici virusov herpesa simpleksa. 
Virus je obdan z virusno ovojnico v obliki ikozaedra ter z dodatno membrano. Dednino ima zapisano v obliki dvoverižne DNK. 
Virus noric je zelo občutljiv za dezinficiense (na primer natrijev hipoklorit). Zdravimo ga s protivirusnimi zdravili (aciklovir ...).